# وادي شام (كحلان الشرف)

تعديل مصدري - تعديل

وادي شام هي إحدى قرى عزلة افصر بمديرية كحلان الشرف التابعة لمحافظة حجة، بلغ تعداد سكانها 261 نسمة حسب تعداد اليمن لعام 2004.